# Coppa del Tagikistan 2024
La Coppa del Tagikistan 2024, anche nota come 1XBet Çomi Toçikisto 2024 per motivi di sponsorizzazione, è stata la 33ª edizione della coppa nazionale tagika, iniziata il 10 maggio 2024 e conclusa il 20 ottobre 2024, con la squadra vincente che ha ottenuto la qualificazione per la AFC Champions League Two 2025-2026.
L'Istiklol era la squadra campione in carica, mentre il titolo è stato vinto dal Regar-TadAZ per la settima volta nella sua storia.

## Partite

### Primo turno
| Squadra 1 | Risultato | Squadra 2 |
| --------- | --------- | --------- |
| Hulbuk    | 4 - 0     | Sarhadchi |

### Secondo turno
| Squadra 1 | Risultato       | Squadra 2   |
| --------- | --------------- | ----------- |
| Sardor    | 2 - 2 (6-5 dtr) | Mokhir      |
| Yokut     | 0 - 4           | FK Fayzkand |

### Terzo turno
| Squadra 1 | Risultato | Squadra 2   |
| --------- | --------- | ----------- |
| Hulbuk    | 3 - 5     | FK Fayzkand |

### Ottavi di finale
| Squadra 1       | Totale | Squadra 2            | Andata | Ritorno |
| --------------- | ------ | -------------------- | ------ | ------- |
| Istaravšan      | 7 - 2  | Dušanbe-83           | 3 - 1  | 4 - 1   |
| Regar-TadAZ     | 5 - 2  | Barkchi Hisor        | 3 - 2  | 2 - 0   |
| Vachš           | 4 - 1  | Kuktoš               | 3 - 0  | 1 - 1   |
| Khujand         | 13 - 1 | Fayzkand             | 3 - 1  | 10 - 0  |
| Ravšan          | 8 - 0  | Panjsher Kolkhozabad | 6 - 0  | 2 - 0   |
| Shodmon         | 5 - 1  | Sardor               | 1 - 1  | 4 - 0   |
| CSKA Dušanbe    | 3 - 0  | Khosilot Farkhor     | 1 - 0  | 2 - 0   |
| Ėskhata Khujand | 3 - 14 | Istiklol             | 1 - 6  | 2 - 8   |

### Quarti di finale
| Squadra 1   | Totale | Squadra 2    | Andata | Ritorno |
| ----------- | ------ | ------------ | ------ | ------- |
| Khujand     | 3 - 2  | Vachš        | 1 - 1  | 2 - 1   |
| Regar-TadAZ | 6 - 2  | Shodmon      | 1 - 0  | 5 - 2   |
| Istaravšan  | 1 - 2  | Istiklol     | 1 - 2  | 0 - 0   |
| Ravšan      | 1 - 0  | CSKA Dušanbe | 1 - 0  | 0 - 0   |

### Semifinali
| Squadra 1   | Totale | Squadra 2 | Andata | Ritorno |
| ----------- | ------ | --------- | ------ | ------- |
| Ravšan      | 1 - 2  | Khujand   | 1 - 1  | 0 - 1   |
| Regar-TadAZ | 2 - 1  | Istiklol  | 2 - 0  | 0 - 1   |

### Finale
| Arbitro: | Sayodzhon Zayniddinov |

|                                 |           |                   |
| Bikatal 11’ (aut.) Frimpong 17’ | Marcatori | 36’ (rig.) Karaev |